# Norman Issa
Norman Issa (in arabo نورمان عيسى‎?, in ebraico נורמן עיסא‎?; Haifa, 17 giugno 1967) è un attore palestinese con cittadinanza israeliana.

## Biografia
Nato in una famiglia araba israeliana di confessione cristiana maronita, è attivo in ambito cinematografico, televisivo e teatrale. È sposato con la drammaturga ebrea Gidona Raz, con cui ha fondato il teatro Elmina di Jaffa.

## Filmografia parziale
- La sposa siriana (2004), regia di Eran Riklis
- Arab Labor (2007-in corso), di Sayed Kashua
- Diggers, regia di Shay Capon
- Ana Arabia (2013), regia di Amos Gitai
- ʿAravim roqdim (2014), regia di Eran Riklis